# Invasion of the Pod People
Invasion of the Pod People is een Amerikaanse film uit 2007 van The Asylum met Erica Roby.

## Verhaal
Nadat een vrouw haar vrienden en collega's vreemde gedragswijzigingen vertonen, begint ze te vermoeden dat ze zijn vervangen door buitenaardse indringers.

## Rolverdeling
| Acteur        | Personage |
| ------------- | --------- |
| Erica Roby    | Melissa   |
| Jessica Bork  | Samantha  |
| Sarah Lieving | Louise    |
| Danae Nason   | Billie    |
| Shaley Scott  | Taylor    |